# Pedlar Palmer
Thomas "Pedlar" Palmer (Londres, 19 de novembro de 1876 - 13 de fevereiro de 1949) foi um pugilista britânico, pretenso campeão mundial dos pesos-galos entre 1895 e 1899.

## Biografia
Palmer começou a boxear desde cedo, aos 15 anos de idade, em 1881. Muito habilidoso dentro dos ringues, entre 1893 e 1894, Palmer impôs derrotas à Walter Croot. Mike Small e Ernie Stanton, que lhe garantiram a supremacia entre os pesos-galos da Inglaterra. 
Assim sendo, em 1895, Palmer subiu ao ringue contra o campeão mundial dos pesos-galos Billy Plimmer, derrotando-o e conquistando para si o título de campeão mundial dos galos.
Entretanto, nessa época, os limites de peso na categoria dos pesos-galos ainda não estavam bem definidos, de modo que o americano Jimmy Barry, já havia se auto-proclamado campeão mundial dos pesos-galos um ano antes.
Não obstante esta incômoda confusão, Pedlar seguiu defendendo seu título mundial nos anos seguintes, tendo superado os desafiantes Johnny Murphy, Ernie Stanton, Dave Sullivan, Billy Plimmer (o ex-campeão) e Billy Rotchford.
Então, em 1899, enquanto Jimmy Barry decidia abandonar sua carreira, Palmer subia ao ringue contra Terry McGovern, em um combate que poderia ter selado de vez o nome de Palmer na história do boxe, se ele tivesse vencido McGovern.
Até então invicto na carreira, o campeão Pedlar Palmer não conseguiu suportar mais do que um round diante do terrível Terry McGovern, que desta forma pôs um fim definitivo ao reinado de Palmer entre os pesos-galos.
No ano seguinte, porém, McGovern decidiu subir de categoria, deixando o título mundial dos galos novamente em disputa, que à princípio foi logo reclamado por Harry Harris. Entretanto, Palmer também tornou a reivindicar para si o título mundial dos galos, de modo que esta indefinifição somente veio a ser desfeita em 1901, quando Harris derrotou Palmer em um confronto direto.
Após ter sido derrotado por Harris, Palmer decidiu subir de categoria e, entre 1902 e 1903, envolveu-se em três duelos contra o legendário George Dixon, ex-campeão mundial dos pesos-penas. Palmer levou a melhor nesses confrontos com Dixon, tendo vencido dois combates, contra apenas uma vitória de Dixon.
Confiante após seu bom desempenho diante de Dixon, em 1904, Palmer resolveu viajar até à Cidade do Cabo, aonde desafiou o campeão sul-africano dos pesos-penas Watty Austin. A primeira luta entre Palmer e Austin terminou empatada, o que resultou em um novo confronto entre os dois, menos de um mês depois. No segundo confronto, Palmer saiu-se vitorioso, em uma luta decidida nos pontos.
Retornando à Inglaterra, já no final de 1904, Palmer decidiu desafiar o então campeão britânico dos pesos-penas Ben Jordan, mas acabou sendo derrotado por Jordan. Poucos meses mais tarde, Ben Jordan decidiu se aposentar e, assim sendo, Palmer lutou contra Joe Bowker, em um combate válido pelo título vacante de campeão britânico dos pesos-penas.
Superado por Bowker em combate realizado no início de 1905, Palmer continuou a boxear, mas já sucumbindo aos efeitos de seu pesado alcoolismo não mais conseguia se destacar dentro dos ringues. Então, em 1907, a carreira de Palmer foi interrompida, em virtude dele ter sido senteciado a cinco anos de prisão pelo homicídio culposo de Robert Croat.
Libertado de seu encarceramento, Palmer retornou ao boxe em 1911, contundo, nunca mais se envolveu em um combate de grande relevância no restante de sua carreira, tendo terminado seus dias como pugilista, com uma derrota por nocaute, em 1919, para o lendário Jim Driscoll.